# Nati nel 1937/Febbraio
| Questa pagina contiene informazioni ricavate automaticamente dalle voci biografiche con l'ausilio del template Bio e di un bot. L'aggiornamento è periodico e automatico e ricostruisce completamente la pagina. Se manca una persona in questa lista, sei pregato di non aggiungerla, ma accertati piuttosto che la sua voce biografica contenga il template Bio e che i dati anagrafici siano correttamente compilati. Se il template Bio manca, inseriscilo tu stesso o, in alternativa, metti l'avviso {{tmp\|Bio}} che ne segnala la mancanza. Se i dati riportati sono sbagliati, correggi direttamente la voce biografica; le modifiche saranno visibili in questa lista entro pochi giorni. Per chiarimenti vedi il progetto biografie. La lista contiene solo le 202 persone che sono citate nell'enciclopedia e per le quali è stato implementato correttamente il template Bio. Pagina aggiornata al 18 ago 2025. |

- 1º febbraio - Audrys Juozas Bačkis, cardinale e arcivescovo cattolico lituano
- 1º febbraio - Antōnīs Chrīsteas, cestista e allenatore di pallacanestro greco († 2011)
- 1º febbraio - Garrett Morris, attore statunitense
- 1º febbraio - Tony Waiters, calciatore e allenatore di calcio inglese († 2020)
- 1º febbraio - Maryan Wisnieski, calciatore francese († 2022)
- 1º febbraio - Edwin Yamauchi, storico e biblista giapponese
- 2 febbraio - Lea Ackermann, attivista tedesca († 2023)
- 2 febbraio - Leszek Arent, cestista polacco († 2016)
- 2 febbraio - Martina Arroyo, soprano statunitense
- 2 febbraio - Antonio De Bellis, ex calciatore e allenatore di calcio italiano
- 2 febbraio - Eric Arturo Delvalle, politico e imprenditore panamense († 2015)
- 2 febbraio - Boris Gurevič, lottatore sovietico († 2020)
- 2 febbraio - Carl Richard Hagen, fisico statunitense
- 2 febbraio - Duane Jones, attore statunitense († 1988)
- 2 febbraio - Roberto Marelli, attore, scrittore e conduttore televisivo italiano
- 2 febbraio - Zacharie Noah, calciatore camerunese († 2017)
- 3 febbraio - Jacques Barrot, politico francese († 2014)
- 3 febbraio - Pier Cesare Bori, storico delle religioni e traduttore italiano († 2012)
- 3 febbraio - Bobby Durham, batterista statunitense († 2008)
- 3 febbraio - Marziano Guglielminetti, critico letterario e storico della letteratura italiano († 2006)
- 3 febbraio - Luis Ibarra, allenatore di calcio cileno († 2013)
- 3 febbraio - Guido Lo Porto, politico italiano
- 3 febbraio - Eduard Albert Meier, scrittore svizzero
- 3 febbraio - Alex Young, calciatore scozzese († 2017)
- 4 febbraio - Giampaolo Calanchini, schermidore italiano († 2007)
- 4 febbraio - John Colrain, allenatore di calcio e calciatore scozzese († 1984)
- 4 febbraio - John Devitt, nuotatore australiano († 2023)
- 4 febbraio - William March, sollevatore statunitense († 2022)
- 4 febbraio - Magnar Solberg, ex biatleta norvegese
- 4 febbraio - Ivo Vetrano, calciatore italiano († 2016)
- 5 febbraio - Mario Cardinali, giornalista e scrittore italiano
- 5 febbraio - Mario Coppola, fisico italiano († 2011)
- 5 febbraio - Stephen L. Harris, docente e biblista statunitense († 2019)
- 5 febbraio - Joe Lewis, imprenditore inglese
- 5 febbraio - Gaston Roelants, ex siepista, mezzofondista e maratoneta belga
- 6 febbraio - Willy Claes, sollevatore belga († 2017)
- 6 febbraio - Roberto Dané, produttore discografico, arrangiatore e paroliere italiano († 2003)
- 6 febbraio - Gianfranco Pieri, ex cestista italiano
- 7 febbraio - Pierre Michelin, ex calciatore francese
- 7 febbraio - Pietro Perlingieri, giurista e politico italiano
- 7 febbraio - Svante Thuresson, cantante svedese († 2021)
- 7 febbraio - Vincenzo Zadel, calciatore jugoslavo († 2020)
- 7 febbraio - Paul Zanker, archeologo tedesco
- 7 febbraio - Lucia Zotti, attrice italiana
- 8 febbraio - Aivars Gipslis, scacchista lettone († 2000)
- 8 febbraio - Manfred Krug, attore e cantante tedesco († 2016)
- 8 febbraio - Joe Raposo, compositore e pianista statunitense († 1989)
- 8 febbraio - Harry Wu, attivista cinese († 2016)
- 8 febbraio - Dito Šanidze, sollevatore sovietico († 2010)
- 9 febbraio - Hildegard Behrens, soprano tedesco († 2009)
- 9 febbraio - Giampiero Convalle, calciatore italiano († 2018)
- 9 febbraio - Fritz Ewert, calciatore tedesco († 1990)
- 9 febbraio - Andrea Fornasiero, generale e aviatore italiano
- 9 febbraio - Hiroshi Hirata, fumettista giapponese († 2021)
- 9 febbraio - Mary Jeanne Kreek, neuroscienziata statunitense († 2021)
- 9 febbraio - Francis William Lawvere, matematico statunitense († 2023)
- 9 febbraio - Cesare Mazzolari, vescovo cattolico e missionario italiano († 2011)
- 9 febbraio - Tony Maggs, pilota automobilistico sudafricano († 2009)
- 9 febbraio - Giovanni Susan, ex calciatore italiano
- 9 febbraio - María Rosa de Madariaga, storica spagnola († 2022)
- 10 febbraio - Gianluigi Ceruti, politico e avvocato italiano († 2025)
- 10 febbraio - Roberta Flack, cantante e pianista statunitense († 2025)
- 10 febbraio - Peter Tevis, cantante e paroliere statunitense († 2006)
- 11 febbraio - Alessandro Argenton, cavaliere e militare italiano († 2024)
- 11 febbraio - Anders Bodelsen, scrittore danese († 2021)
- 11 febbraio - Greg Noll, surfista statunitense († 2021)
- 11 febbraio - Cēzars Ozers, cestista sovietico († 2023)
- 11 febbraio - Pino Reggiani, pittore italiano († 2022)
- 11 febbraio - Mauro Staccioli, scultore italiano († 2018)
- 12 febbraio - Charles Dumas, altista statunitense († 2004)
- 12 febbraio - Nino Fuscagni, attore e conduttore televisivo italiano († 2018)
- 12 febbraio - Konrad Kornek, calciatore polacco († 2021)
- 12 febbraio - Filippo Liardo, pittore e scultore italiano
- 12 febbraio - Anatole Novak, ciclista su strada francese († 2022)
- 12 febbraio - Vittorio Emanuele di Savoia, nobile italiano († 2024)
- 12 febbraio - Antonio Vinciguerra, pittore, scultore e disegnatore italiano
- 13 febbraio - Rupiah Banda, politico zambiano († 2022)
- 13 febbraio - Julian Barbour, fisico e filosofo britannico
- 13 febbraio - Sigmund Jähn, astronauta e militare tedesco († 2019)
- 13 febbraio - Michael Lipton, economista e compositore di scacchi inglese († 2023)
- 13 febbraio - Angelo Mosca, giocatore di football americano e wrestler statunitense († 2021)
- 13 febbraio - Hiroshi Ninomiya, allenatore di calcio e ex calciatore giapponese
- 13 febbraio - Aldo Secco, calciatore italiano († 2017)
- 13 febbraio - Marley Shriver, nuotatrice statunitense († 2016)
- 14 febbraio - Carlos Campos, calciatore cileno († 2020)
- 14 febbraio - Nicole Heesters, attrice tedesca
- 14 febbraio - Magic Sam, musicista e cantante statunitense († 1969)
- 14 febbraio - Ion Motroc, allenatore di calcio e ex calciatore rumeno
- 14 febbraio - Ana Radunčeva, archeologa bulgara († 2017)
- 14 febbraio - Vittorio Rizzi, politico italiano († 2022)
- 14 febbraio - Márta Rudas, giavellottista ungherese († 2017)
- 15 febbraio - Fulvio Canciani, archeologo e storico dell'arte italiano († 2012)
- 15 febbraio - Vittorio Chiarini, ex ciclista su strada italiano
- 15 febbraio - Fausto Cigliano, cantante, chitarrista e attore italiano († 2022)
- 15 febbraio - Raymundo Damasceno Assis, cardinale e arcivescovo cattolico brasiliano
- 15 febbraio - Kirk Lightsey, pianista statunitense
- 15 febbraio - Gregory Mcdonald, scrittore statunitense († 2008)
- 15 febbraio - António Medeiros, ex calciatore portoghese
- 15 febbraio - Coen Moulijn, calciatore olandese († 2011)
- 15 febbraio - Zoltán Peskó, direttore d'orchestra ungherese († 2020)
- 15 febbraio - Robert Ressler, militare, poliziotto e criminologo statunitense († 2013)
- 15 febbraio - Luigi Settembrini, scrittore italiano († 2025)
- 15 febbraio - Karl-Heinz Thomas, attore e cantante tedesco
- 15 febbraio - Romano Volta, imprenditore e dirigente d'azienda italiano
- 16 febbraio - Paul Bailey, scrittore, anglista e biografo britannico († 2024)
- 16 febbraio - Valentin Bondarenko, aviatore e cosmonauta sovietico († 1961)
- 16 febbraio - Jimmy Frizzell, allenatore di calcio e calciatore scozzese († 2016)
- 16 febbraio - Bogdan Gonsior, ex schermidore polacco
- 16 febbraio - Nur Hassan Hussein, politico e diplomatico somalo († 2020)
- 16 febbraio - Jurij Manin, matematico sovietico († 2023)
- 16 febbraio - Emilio Salaber, calciatore spagnolo († 2018)
- 16 febbraio - Abraham Shemtov, rabbino e mistico russo
- 16 febbraio - Barbara Szydłowska, cestista polacca († 2011)
- 17 febbraio - Shun'ya Itō, regista e sceneggiatore giapponese
- 17 febbraio - Willi Koslowski, calciatore tedesco († 2024)
- 17 febbraio - Carla Macelloni, attrice italiana († 2015)
- 17 febbraio - Hans Mathisen, ex calciatore norvegese
- 17 febbraio - Yvonne Sassinot de Nesle, costumista francese
- 17 febbraio - Rita Süssmuth, politica tedesca
- 17 febbraio - Benjamin Whitrow, attore britannico († 2017)
- 18 febbraio - Egon Adler, ciclista su strada tedesco († 2015)
- 18 febbraio - Alan Johnson, coreografo e regista statunitense († 2018)
- 18 febbraio - Graziano Mancinelli, cavaliere italiano († 1992)
- 18 febbraio - Roberto Ruffilli, politologo e politico italiano († 1988)
- 18 febbraio - Vittorio Salerno, regista, sceneggiatore e produttore cinematografico italiano († 2016)
- 18 febbraio - Marc Danval, giornalista, scrittore e critico musicale belga († 2022)
- 18 febbraio - Ulvi Voog, ex nuotatrice sovietica
- 19 febbraio - Claudia Giannotti, attrice italiana († 2020)
- 19 febbraio - Egon Hansen, calciatore danese († 2023)
- 19 febbraio - Rafael Heredia, cestista messicano († 2021)
- 19 febbraio - David Margulies, attore statunitense († 2016)
- 19 febbraio - Boris Pugo, politico sovietico († 1991)
- 19 febbraio - Jørgen Rasmussen, ex calciatore danese
- 19 febbraio - Helga Schmidt-Neuber, nuotatrice tedesca († 2018)
- 19 febbraio - Klym Ivanovyč Čurjumov, astronomo ucraino († 2016)
- 20 febbraio - David Acevedo, ex calciatore argentino
- 20 febbraio - Emo Chiellini, chimico italiano († 2020)
- 20 febbraio - David Ackles, cantautore e pianista statunitense († 1999)
- 20 febbraio - Johnny Dorelli, cantante, pianista e showman italiano
- 20 febbraio - Robert Owen Evans, astronomo australiano († 2022)
- 20 febbraio - Michael Green, tennista statunitense († 2016)
- 20 febbraio - Robert Huber, chimico tedesco
- 20 febbraio - Giōrgos Leonardos, giornalista e scrittore greco
- 20 febbraio - Roger Penske, imprenditore e ex pilota automobilistico statunitense
- 20 febbraio - Alfredo Rojas, calciatore argentino († 2023)
- 20 febbraio - Lance Stephens, cestista canadese († 2002)
- 20 febbraio - Joop Stokkermans, compositore e pianista olandese († 2012)
- 20 febbraio - Nancy Wilson, cantante statunitense († 2018)
- 21 febbraio - Ann Arensberg, scrittrice statunitense († 2022)
- 21 febbraio - Jack Binion, imprenditore e dirigente d'azienda statunitense
- 21 febbraio - Inès Cagnati, scrittrice francese († 2007)
- 21 febbraio - Ron Clarke, mezzofondista, maratoneta e politico australiano († 2015)
- 21 febbraio - Harald V di Norvegia, re norvegese
- 21 febbraio - Antonio Palazzo, giurista italiano († 2024)
- 21 febbraio - Georgij Prokopenko, nuotatore sovietico († 2021)
- 21 febbraio - Odile Rodin, attrice francese († 2018)
- 21 febbraio - Gary Lockwood, attore statunitense
- 22 febbraio - Noel Murphy, ex rugbista a 15, allenatore di rugby a 15 e dirigente sportivo irlandese
- 22 febbraio - Petar Radaković, calciatore jugoslavo († 1966)
- 22 febbraio - Joanna Russ, autrice di fantascienza statunitense († 2011)
- 22 febbraio - Rolf Schafstall, allenatore di calcio e calciatore tedesco († 2018)
- 23 febbraio - Ivo Bego, ex calciatore jugoslavo
- 23 febbraio - Jan Bruin, cestista e allenatore di pallacanestro olandese († 2023)
- 23 febbraio - Tom Osborne, ex giocatore di football americano, allenatore di football americano e politico statunitense
- 23 febbraio - Christopher Tugendhat, politico, imprenditore e giornalista britannico
- 24 febbraio - Robbie Braithwaite, calciatore nordirlandese († 2015)
- 24 febbraio - Adelio Crespi, calciatore italiano († 2018)
- 24 febbraio - Shawn Elliott, attore e cantante statunitense († 2016)
- 24 febbraio - Sonallah Ibrahim, scrittore egiziano († 2025)
- 24 febbraio - Jef Jurion, ex calciatore belga
- 25 febbraio - Mykola Bahlej, cestista sovietico († 1991)
- 25 febbraio - Tom Courtenay, attore britannico
- 25 febbraio - Pier Francesco Guarguaglini, dirigente pubblico italiano
- 25 febbraio - Art Powell, giocatore di football americano statunitense († 2015)
- 25 febbraio - Severo Sarduy, poeta, scrittore e critico d'arte cubano († 1993)
- 25 febbraio - Ali Shahbazi, generale iraniano
- 25 febbraio - Gyula Zsivótzky, martellista ungherese († 2007)
- 26 febbraio - Tevester Anderson, allenatore di pallacanestro statunitense
- 26 febbraio - Walter Armanini, politico italiano († 1999)
- 26 febbraio - Eduardo Arroyo, pittore spagnolo († 2018)
- 26 febbraio - Giuliano Avanzini, medico e neurofisiologo italiano
- 26 febbraio - Manlio Collavini, politico italiano
- 26 febbraio - Iba Der Thiam, storico e politico senegalese († 2020)
- 26 febbraio - Manmohan Desai, regista e produttore cinematografico indiano († 1994)
- 26 febbraio - Tates Locke, allenatore di pallacanestro e dirigente sportivo statunitense († 2024)
- 26 febbraio - Leonid Marjagin, regista sovietico († 2003)
- 26 febbraio - Cliff Osmond, attore e docente statunitense († 2012)
- 26 febbraio - Alberto Valsecchi, ex calciatore italiano
- 26 febbraio - José Yudica, calciatore e allenatore di calcio argentino († 2021)
- 27 febbraio - Barbara Babcock, attrice statunitense
- 27 febbraio - Igor Jelnikar, cestista jugoslavo († 2024)
- 27 febbraio - Doug Jones, pugile statunitense († 2017)
- 27 febbraio - Antoinette Sibley, ex ballerina britannica
- 27 febbraio - Aslan Usojan, mafioso russo († 2013)
- 28 febbraio - Paolo Bonacelli, attore italiano
- 28 febbraio - Dick Cherry, dirigente sportivo e hockeista su ghiaccio canadese († 2025)
- 28 febbraio - Silvio Craia, artista e pittore italiano
- 28 febbraio - Jeff Farrell, ex nuotatore statunitense
- 28 febbraio - Michael Hobbs, generale britannico
- 28 febbraio - Sirio Luginbühl, regista italiano († 2014)
- 28 febbraio - Anna Mazza, mafiosa italiana († 2017)
- 28 febbraio - Cocky Mazzetti, cantante italiana († 2024)